# Marília AC
Der Marília Atlético Clube, oder einfach nur Marília oder MAC, ist ein brasilianischer Fußballverein aus der etwa 230.000 Einwohner zählenden Stadt Marília im Westen des Bundesstaates São Paulo. Die Vereinsfarben sind Hellblau und Weiß. Das brasilienübliche Vereinsmaskottchen ist ein Tiger, welcher in einem Wettbewerb 1969 gewählt wurde.
Gegründet wurde der Verein am 14. Dezember 1942 als Esporte Clube Comercial. Als Vereinsfarben wurden seinerzeit Rot und Weiß auserkoren. Da der Name ziemlich unbeliebt war, wurde er bereits am 11. Juli 1947 zu Marília Atlético Clube umbenannt. Am 19. April 1954 strich der Club die Fußballabteilung, welche 15 Jahre später, am 7. Juli 1969 wieder ins Leben gerufen wurde.
Im ersten Jahrzehnt des 21. Jahrhunderts war der Verein in sechs Spielzeiten in der zweiten nationalen Leistungsstufe, der Série B, vertreten. 2003 und 2005 gelangen dabei mit dem vierten, respektive fünften Platz gewisse Achtungserfolge.

## Stadion
Der Verein trägt die Heimspiele im Estádio Bento de Abreu aus, welches eine maximale Kapazität von 17.500 Zuschauern hat. Der vollständige Name des Stadions lautet Estádio Municipal Bento de Abreu Sampaio Vidal, es wird von den einheimischen Besuchern aber meistens nur Abreuzão genannt.
Die Arena ist kein reines Fußballstadion, es werden auch andere Sportarten dort ausgeübt. Fertiggestellt wurde es am 4. April 1967. Der Marília Atlético Clube hat das Stadion angemietet, Besitzer ist die Stadt Marília.

## Spieler
- Serginho Chulapa (1987)
- Jean (2006)

## Trainer
- Wilson Francisco Alves (1975, 1979–1980)
- Paulo Autuori (1985)
- Guilherme de Cássio Alves (2020–)